# モングォル語
モングォル語（Monguor）または 土族語（普通話：土族语、拼音: Tǔzúyǔ）は、中国甘粛省や青海省に居住する土族（トゥ族）が使用するモンゴル諸語に属する言語。13世紀にモンゴル語から分岐したとされ、モンゴル語の方言の1つとされることもある。標準語は制定されず、互助方言、民和方言、同仁方言などの様々な方言がある。

## 表記体系
1979年に青海民族大学が文字による表記体系として普通話のピン音を基に『土文方案』を発表したが、一般的な表記法の制定には至っていない。ただしテレビやラジオ放送など、文字に依存しない土語のメディアは存在する。

## リンク
- エスノローグ：土語
- Glottolog：土語